# Goniothalamus peduncularis
Goniothalamus peduncularis là loài thực vật có hoa thuộc họ Na. Loài này được King & Prain mô tả khoa học đầu tiên năm 1898.